# Nomada banksi
Nomada banksi är en biart som beskrevs av Cockerell 1907. Nomada banksi ingår i släktet gökbin, och familjen långtungebin. Inga underarter finns listade i Catalogue of Life.